# Michael Chadwick
Michael Chadwick (Charlotte, 15 aprile 1995) è un nuotatore statunitense.

## Carriera
Ha fatto parte, ma solamente in batteria, del team statunitense che ha conquistato la medaglia d'oro nella staffetta 4x100m stile libero ai mondiali di Budapest 2017.

## Palmarès
- Mondiali

Budapest 2017: oro nella 4x100m sl.
Gwangju 2019: oro nella 4x100m sl.
- Mondiali in vasca corta

Windsor 2016: oro nella 4x50m misti mista, argento nella 4x50m sl e 4x50m misti e bronzo nella 4x100m sl.
Hangzhou 2018: oro nella 4x50m sl, nella 4x100m sl, nella 4x50m sl mista e nella 4x50m misti mista e argento nella 4x50m misti.
- Giochi panamericani

Lima 2019: oro nella 4x100m misti e nella 4x100m sl mista, argento nella 4x100m sl, bronzo nei 50m sl e nei 100m sl.

## International Swimming League
| Stagione 2019 | Stagione 2020  |
| ------------- | -------------- |
| LA Current    | Toronto Titans |